# Statistische Bibliothek
Die Statistische Bibliothek ist eine digitale Bibliothek, die von den Statistischen Ämtern des Bundes und der Länder betrieben wird. Sie wurde im Juni 2013 eingerichtet, um eine zentrale Stelle für alle elektronischen Veröffentlichungen der Statistischen Ämter zu schaffen. Dies sind vor allem Fachserien und Statistische Berichte sowie Monographien und Statistische Jahrbücher und Zeitschriften.
Für die gesetzlich vorgeschriebene Ablieferung von Online-Publikationen an die Deutsche Nationalbibliothek wurde eine Schnittstelle eingerichtet, über die wöchentlich eine automatisierte Übermittlung (Harvesting-Verfahren) der Publikationen erfolgt.
Neben der Erfassung digitaler Veröffentlichungen wurden und werden retrodigitalisierte Werke der Statistischen Ämter und ihrer Vorgänger eingepflegt, die zurück bis in das 19. Jahrhundert reichen. Eines der ältesten Werke in der Statistischen Bibliothek erschien 1810 und ist in französischer Sprache verfasst: „Annuaire Topographique et Politique du Département Sarre“ (Jahrbuch des damaligen Saardépartements).
Das Angebot wächst fast täglich. Am 17. Februar 2022 wurden 163.709 Dokumente vorgehalten, darunter 54.517 vom Statistischen Bundesamt (StBA). Der Großteil der Veröffentlichungen liegt auf dem eigenen Server beim Statistischen Bundesamt, jedoch sind einige an anderen Standorten vorgehaltene retrodigitalisierte Werke nur verlinkt, wie etwa die Ortschaften-Verzeichnisse von Bayern. Vereinzelt sind auch Einträge vorhanden, die nur auf gedruckte Werke in einer Bibliothek verweisen, wie etwa das Gemeindelexikon für das Königreich Preußen.
Zu den Beständen der Statistischen Bibliothek gehört auch das Archiv aller Ausgaben der StBA (bzw. dessen Vorläufer Statistisches Reichsamt)-Zeitschrift Wirtschaft und Statistik mit mehr als 1.400 Ausgaben seit Januar 1921.
Zu erwähnen ist auch die Reihe aller Ausgaben des Statistischen Jahrbuchs für Bayern seit Jahrgang 1 (erschienen 1894). Nur die beiden aktuellsten Ausgaben fehlen. Sie werden zu einem späteren Zeitpunkt eingestellt.